# Подслой
Подслой — промежуточный слой, наносимый на субстрат (подложку) перед нанесением основного слоя.
Используется для обеспечения необходимой адгезии при нанесении промышленных покрытий, в том числе полимерных, для обеспечения коррозионной стойкости термобарьерных покрытий лопаток газотурбинных двигателей, для снятия напряжений при газотермическом напылении.
В качестве подслоя в напылении часто используют алюник, нихром, MCrAlY. Для полимерных покрытий как подслой часто используют клеи и грунтовки.